# 葉德言
葉德言（1886年—？），字仲撝，浙江省寧波府慈谿縣人，宣統二年進士。

## 生平
光緒三十三年（1907年）秋，入學北洋大學堂土木工學門甲班生，預備班學生，宣統二年畢業。
宣統二年十月，學部會考北洋大學堂畢業學生，葉德言得65.64分，考列中等。
宣統二年十一月初九日己酉（1910年12月10日），賞給進士出身，以主事分部儘先補用。